# Котлярівське (Синельниківський район)
Котлярі́вське — село в Україні, у Синельниківському районі Дніпропетровської області. Входить до складу Раївської сільської громади. Населення за переписом 2001 року становить 139 осіб. 

## Історія
До 2017 року орган місцевого самоврядування - Шевченківська сільська рада.
12 червня 2020 року, відповідно до розпорядження Кабінету Міністрів України № 709-р від «Про визначення адміністративних центрів та затвердження територій територіальних громад Дніпропетровської області», увійшло до складу Раївської сільської громади.
19 липня 2020 року, в результаті адміністративно-територіальної реформи та ліквідації   Синельниківського (1923—2020) району, село увійшло до складу новоутвореного Синельниківського району.

## Географія
Село Котлярівське знаходиться на правому березі річки Середня Терса, вище за течією на відстані 2 км розташоване село Великомихайлівка, нижче за течією на відстані 0,5 км розташоване село Миролюбівка, на протилежному березі - село Рудево-Миколаївка.

## Інтернет-посилання
- Погода в селі Котлярівське [Архівовано 25 листопада 2020 у Wayback Machine.]